# Montenero di Bisaccia
Montenero di Bisaccia là một đô thị ở tỉnh Campobasso trong vùng Molise thuộc nước Ý, có vị trí cách khoảng 45 km về phía bắc của Campobasso. Tại thời điểm ngày 31 tháng 12 năm 2004, đô thị này có dân số 6.658 người và diện tích là 93 km².
Montenero di Bisaccia giáp các đô thị: Cupello, Guglionesi, Lentella, Mafalda, Montecilfone, Palata, Petacciato, San Felice del Molise, San Salvo, Tavenna.